# Cerro Nelly
El Cerro Nelly es un estratovolcán en la Cordillera Occidental de los Andes bolivianos. Se encuentra cerca de la Laguna Verde en la Reserva nacional de fauna andina Eduardo Abaroa y su pico está a una altitud de 5.676 m s. n. m.
Alrededor de 20 km al suroeste de Cerro Nelly se encuentra el volcán Licancabur.